# Antonov A-40
L'Antonov A-40 Krylya Tanka (in russo крылья танка?, Kryl'ja Tanka, ovvero "carro armato alato") costituiva un tentativo sovietico di consentire ad un carro armato di planare sul campo di battaglia dopo essere stato trainato in volo da un aeroplano, in modo da appoggiare le forze partigiane o paracadutiste. Un prototipo venne costruito e testato nel 1942, ma il progetto si rivelò inattuabile e fu cancellato. Questo velivolo è conosciuto anche con i nomi di A-40T o KT.

## Storia del progetto
Invece di caricare carri armati leggeri all'interno di alianti, come avevano fatto altri Paesi, le forze paracadutiste sovietiche adottarono la soluzione di legare dei piccoli carri (nello specifico, si trattava di T-27) sotto aerei da bombardamento pesanti, e di farli atterrare su appositi campi di aviazione. Durante gli anni trenta, vennero condotti esperimenti per paracadutare i carri o, più semplicemente, farli cadere in acqua. Nel 1940, durante l'occupazione della Bessarabia, alcuni carri armati leggeri erano stati sganciati da pochi metri di quota da bombardieri Tupolev ANT-6. Tuttavia, il problema maggiore riguardava il fatto che l'equipaggio doveva essere paracadutato separatamente dal blindato, e questo fatto avrebbe potuto creare grosse difficoltà.

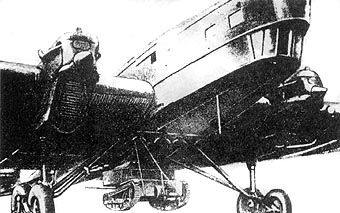
Un Tupolev ANT-6 con agganciato un T-27, nel 1935

Grazie agli alianti, gli equipaggi sarebbero stati in grado di essere sganciati insieme ai loro veicoli, minimizzando quindi il tempo di esposizione al fuoco nemico sul campo di battaglia. Quindi, i vertici dell'Aviazione Sovietica ordinarono ad Oleg Konstantinovič Antonov di progettare un aliante in grado di trasportare carri armati.
Tuttavia, Antonov fu più ambizioso: infatti, iniziò a lavorare al progetto di un aliante in grado di sganciare un T-60. In particolare, questo sistema era costituito da un aliante biplano, di costruzione lignea e con coda doppia, che trasportava il piccolo veicolo. Quest'ultimo sarebbe stato in grado di atterrare sul campo di battaglia, sganciare le ali ed essere pronto al combattimento in pochi minuti.
Nel 1942, un T-60 venne trasformato in aliante. Questo avrebbe dovuto essere trasportato da un Petlyakov Pe-8 o un Tupolev TB-3. Il carro armato fu alleggerito per l'impiego aeronautico: in particolare, furono rimossi armamento, munizioni, fari e gran parte del carburante.
Modificato in questo modo, l'A-40 venne portato in volo da un TB-3 il 2 settembre 1942. Si trattò dell'unico volo, anche perché l'aereo fu costretto a sganciare l'aliante (che offriva una resistenza eccessiva) per evitare di schiantarsi. Il volo dell'A-40, pilotato dal famoso pilota di alianti sperimentali Sergej Anochin, si svolse senza inconvenienti. Il T-60 atterrò in un campo nei pressi dell'aerodromo, e dopo aver sganciato le ali e la coda, il guidatore tornò alla base. Tuttavia, l'insufficiente potenza dell'aereo utilizzato per il traino alla velocità richiesta di 160 km/h causò l'abbandono del progetto.
L'Unione Sovietica, comunque, continuò a sviluppare dei metodi per aerotrasportare in modo efficace dei veicoli corazzati. In particolare, nella metà degli anni settanta, furono in grado di paracadutare un BMD-1 con equipaggio a bordo.